# Igreja de Nossa Senhora da Conceição do Boqueirão
A Igreja da Ordem Terceira de Nossa Senhora da Conceição do Boqueirão dos Homens Pardos é um templo católico construído em 1727 e localizado no bairro de Santo Antônio em Salvador, município do estado brasileiro da Bahia.

## História
A Igreja da Ordem Terceira de Nossa Senhora da Conceição do Boqueirão dos Homens Pardos teve sua construção iniciada em 1727 para abrigar a Irmandade de N. Sra. da Conceição dos Homens Pardos. Até então, esta Irmandade ocupava a Matriz de Santo Antônio. A edificação foi finalizada somente entre fins do século XVIII e meados do século XIX, com a implementação das torres.

## Arquitetura
A planta da igreja é composta de dois andares, térreo e primeiro pavimento, além de dois subsolos. No pavimento térreo estão localizadas a nave, os corredores laterais e a sacristia ao fundo. No pavimento superior, estão as galerias, o coro e sala do consistório. O último sub-solo é utilizado como catacumba no século XIX.
Em sua fachada principal estão duas torres flanqueando o corpo central que segue o estilo rococó. Seu frontão azulejado, característico das igrejas desta época na Bahia, está decorado com volutas e nicho em forma de concha. As suas torres  possuem óculos e terminação com bulbo e pináculos, no formato octogonal. Uma das torres é sineira.
Interiormente é decorada em estilo neoclássico e barroco. Possui três altares ricamente folheados a ouro e os trabalhos de talha foram executados por Joaquim Francisco de Mattos e Antônio de Souza Santa Rosa. Seu piso é de mármore branco e cinza. O forro da nave é atribuído a um discípulo de José Joaquim da Rocha, que executou uma pintura seguindo seu estilo, a perspectiva ilusionista barroca.

## Restauro
A Igreja da Ordem Terceira de Nossa Senhora da Conceição do Boqueirão dos Homens Pardos passou por um processo de restauro promovido pelo Programa de Desenvolvimento do Turismo no Nordeste (Prodetur) e foi entregue ao público em 2010. O projeto envolveu a recuperação de seu telhado, a revisão da parte elétrica e adaptação às regras de acessibilidade.
Durante o trabalho de restauração foram descobertas pinturas policromadas da época da edificação da igreja e pinturas em folhas de prata. Eles estavam escondidas debaixo de sucessivas camadas de tinta. Estão localizadas em frente à mesa do altar-mor. Outra obra de arte encontrada foi uma pintura dourada, datada do início do século XX, coberta em folhas de ouro e policromada. Ela estava escondida debaixo de um papel de parede por cem anos.